# Bernard Kamungo
Bernard Kamungo (ur. 1 stycznia 2002 w Kasulu) – amerykański piłkarz pochodzenia kongijskiego z obywatelstwem tanzańskim występujący na pozycji skrzydłowego, reprezentant Stanów Zjednoczonych, od 2023 roku zawodnik FC Dallas.
Urodził się w Tanzanii i do czternastego życia mieszkał w tamtejszym obozie dla uchodźców, do którego trafili jego pochodzący z Demokratycznej Republiki Konga rodzice. W 2016 roku rodzina przeniosła się do Stanów Zjednoczonych.  